# Feuerwehr Leverkusen

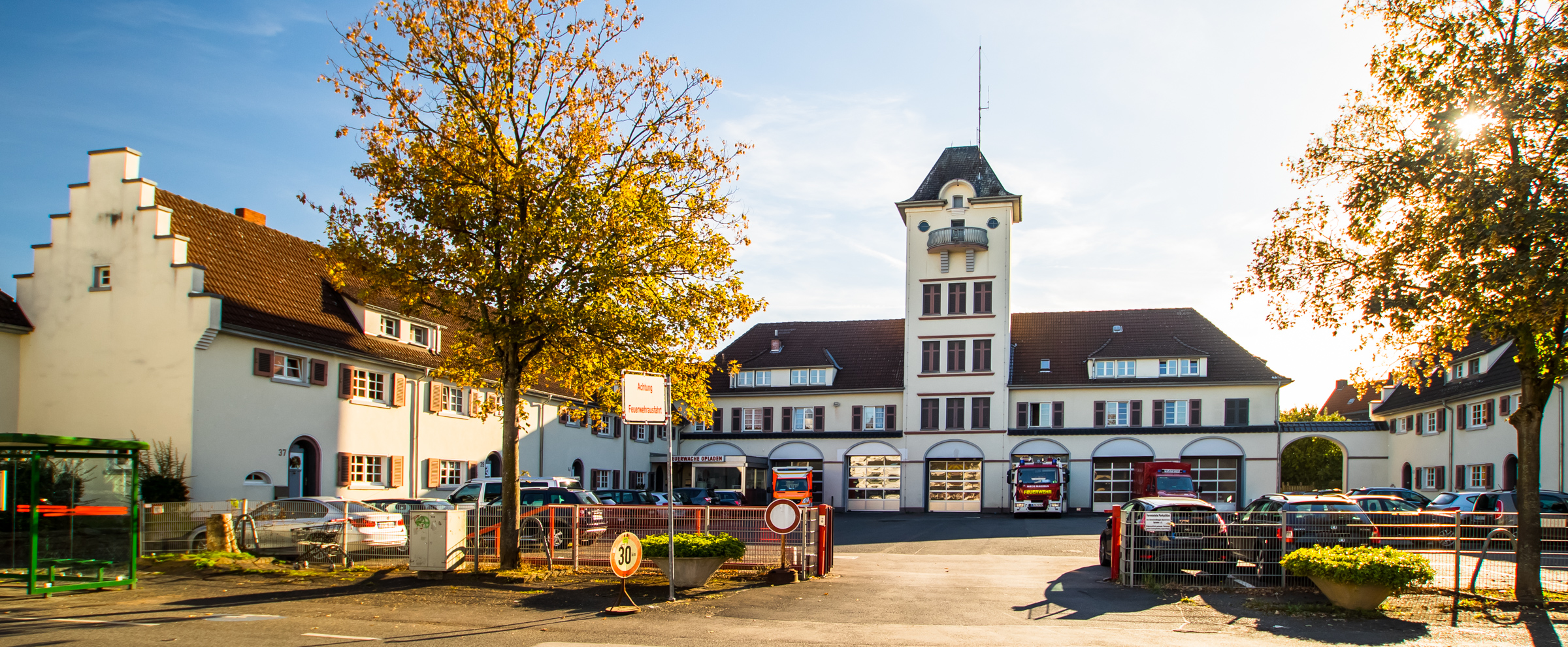
Die Feuer- und Rettungswache Nord in Opladen

Die Feuerwehr Leverkusen ist die kommunale Brandschutzbehörde der nordrhein-westfälischen Stadt Leverkusen.

## Organisation
Die städtische Feuerwehr Leverkusen besteht aus einer Berufsfeuerwehr und neun Einheiten der Freiwilligen Feuerwehr. Auf den beiden Feuer- und Rettungswachen sind sowohl der Brandschutz als auch der Rettungsdienst stationiert. Die zwei Rettungswachen der Berufsfeuerwehr dienen zudem als Stützpunkt der Notarzteinsatzfahrzeuge. Die beiden Rettungswachen sind am Klinikum Leverkusen und dem St. Remigius Krankenhaus in Opladen stationiert.
Neben der Berufsfeuerwehr unterhalten der Chempark Leverkusen der Bayer AG und die Novasep Synthesis (vormals Dynamit Nobel) Werkfeuerwehren mit hauptamtlichen Kräften in Leverkusen.
Die Feuerwehr Leverkusen ist als „Fachbereich 37-Feuerwehr“ Teil der Stadtverwaltung im Dezernat V für Planen und Bauen der Stadt Leverkusen. Der oberste Dienstherr ist somit der Oberbürgermeister der Stadt in seiner Eigenschaft als Chef der Stadtverwaltung.
Die Mehrheit der Einsätze des Brandschutzes, des Rettungsdienstes und der Technischen Hilfeleistung in Leverkusen wird von der Berufsfeuerwehr mit rund 200 Einsatzbeamten abgewickelt. Zusätzlich sind rund 350 aktive Mitglieder der Freiwilligen Feuerwehren in den Stadtteilen im Brandschutz aktiv. Neben der Feuerwehr sind auch das Deutsche Rote Kreuz und der Malteser Hilfsdienst in den öffentlichen Rettungsdienst der Stadt Leverkusen eingebunden.
Die Feuerwehr betreibt auch die Rettungsleitstelle der Stadt und übernimmt die gesamte Leitung des Rettungsdienstes in organisatorischer und medizinischer Hinsicht.
Die Stadt Leverkusen ist auch an den Trägergemeinschaften der Rettungshubschrauber Christoph 3 und Christoph Rheinland beteiligt. Bei Bedarf werden die Hubschrauber von der Feuerwehr Leverkusen über die Leitstelle Köln alarmiert.
Die Mitarbeiter der Berufsfeuerwehr werden in drei Wachabteilungen eingeteilt. Die drei Wachabteilungen sind jeweils auf die Wache Nord und Wache Süd aufgeteilt. Geführt wird eine Wachabteilung von einem Wachabteilungsleiter, welcher im Einsatz gleichzeitig die Rolle des Gruppenführers übernimmt. Zusammen mit einem Hauptbrandmeister steuert bzw. überwacht er den täglichen Wachablauf. Außerdem werden beide Notarzteinsatzfahrzeuge durch die Wachabteilungen besetzt.
Eine weitere Aufgabe der Berufsfeuerwehr ist der Vorbeugende Brandschutz. Zum Aufgabenspektrum gehören die Beratung von Bürgern, die Beteiligung im Baugenehmigungsverfahren, die Durchführung von Brandschauen und die Abnahme von Brandmeldeanlagen. Zudem wächst der Aufgabenbereich der „Genehmigung von Veranstaltungen“ stetig. Acht Mitarbeiter sind für dieses Sachgebiet zuständig.

## Geschichte

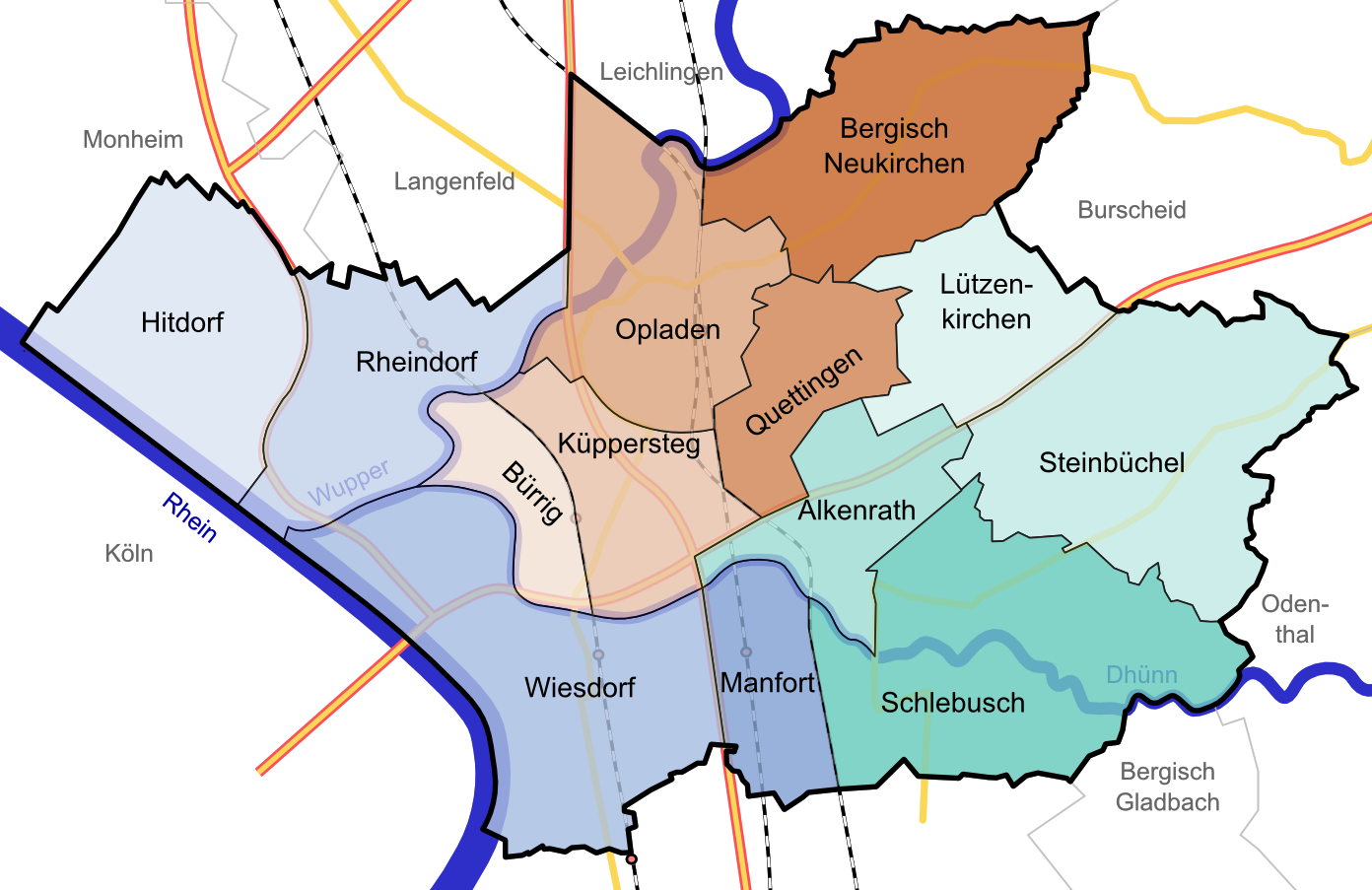
Stadtteile von Leverkusen

Die heutige Stadt Leverkusen entstand im Jahr 1930, als Wiesdorf, Schlebusch, Steinbüchel und Rheindorf sich zu einer Stadt zusammenschlossen. 1975 kamen die Städte Opladen, Bergisch Neukirchen und Teile von Monheim, namentlich Hitdorf, hinzu. Vor den Fusionen besaßen die Gemeinden eigene Feuerwehren. Es gab bereits vor den Gründungen von Freiwilligen Feuerwehren in den 1880er Jahren einen Brandschutz. Aber dieser bestand primär aus der Bereitstellung von Löschgeräten durch die Gemeinden. Diese wurden in einem Depot vorgehalten. Jeder Bürger war im Prinzip verpflichtet, bei einem Brand zu löschen. Oftmals mussten die Haushalte über Löscheimer verfügen. Erst mit dem Aufkommen von industriell gefertigten Löschgeräten wie Drehleitern, Pumpenfahrzeugen, Schläuchen und einer Wasserversorgung, welche eine ausgebildete Mannschaft verlangten, entstand die Notwendigkeit von Ausbildungen und Übungen. Oft wurden solche Freiwilligen Feuerwehren von Mitgliedern von Turnervereinen gegründet. Ohne Ausbildung war es nicht mehr möglich, komplizierte Löschpumpen, Verteiler und Hydranten zu bedienen. Auch musste ein freiwilliger Feuerwehrangehöriger über Kenntnisse der Wasserversorgung verfügen.
Im Jahr 1881 wurde die erste Freiwillige Feuerwehr in Hitdorf auf dem Gebiet der heutigen Stadt Leverkusen gegründet. Darauf folgte die Gründung der Feuerwehren Opladen 1886, Schlebuscher 1890, Rheindorf 1899, Wiesdorf und Manfort 1900, Steinbüchel 1907, Lützenkirchen und Bergisch Neukirchen 1908. Bereits 1883 wurde die Werkfeuerwehr der Fabrik Tillmann in Neunkirchen gegründet, welche auch Aufgaben der Brandbekämpfung in der Gemeinde übernahm. Wie in vielen Gemeinden Deutschlands wurden die Freiwilligen Feuerwehren oft von Turnvereinen gegründet. Im Jahr 1886 fand in Schlebusch ein Turnerfest statt, welches auch von Mitgliedern des Turn- und Sportvereins Opladen besucht wurde. Auf dem Fest wurde bekannt, dass ein Großbrand in Opladen ausgebrochen war. Es brannte ein Geschäftshaus gegenüber der katholischen Kirche. Die Opladener Turner beschlossen, dem Eigentümer des Geschäftshauses, einem Friedrich Müller, zur Hilfe zu eilen. Als die Turner am Brandort eintrafen, waren die Mitglieder der Feuerwehr der Schraubenfabrik Tillman bereits mit den Löscharbeiten beschäftigt. Die Turner boten den Rettern der Schraubenfabrik ihre Hilfe an, welche allzu gerne akzeptiert wurde. Bereits am Tag nach dem Brand beschloss der Sportverein, eine Turnerwehr zu gründen. Im Jahr 1892 löste sich die Turnerwehr vom Turnerverein und gründete einen eigenen Verein, die Freiwillige Feuerwehr Opladen. Wie so oft ging es um Geld. Wofür sollten die Mitgliedsbeiträge eingesetzt werden, für die Turnaktivitäten oder für die Feuerwehr? In den Jahren 1920 bis 1922 entstand ein neues Feuerwehrhaus an der Kanalstraße, das Gebäude wird noch heute von der Freiwilligen Feuerwehr Opladen, der Berufsfeuerwehr und dem Spielmannszug der Feuerwehr genutzt. Neben der Feuerwehrwache befanden sich auch Wohnungen für die Mitglieder und Mitarbeiter der Feuerwehr auf dem Gelände. Um einen zentralen Übungshof wurden zweigeschossige Reihenhäuser errichtet. Dies war zur damaligen Zeit einmalig. Die Feuerwehrsiedlung Opladen wurde am 8. April 1986 unter Denkmalschutz gestellt.
Im Jahr 1924 wurde die Werkfeuerwehr Wuppermann gegründet welche 1926 in die Feuerwehr Manfort integriert wurde. Der Löschzug Manfort bildete später die Basis für die Berufsfeuerwehr. Am 18. April 1930 wurden die ehemals selbstständigen Feuerwehren der Stadt zur Feuerwehr Leverkusen zusammengefasst. Die ehemaligen Freiwilligen Feuerwehren wurden in Löschzüge umbenannt. Am 14. Juni 1930 gab es den Ersten gemeinsamen Einsatz der Feuerwehren unter einheitlicher Leitung. Bei einem Großfeuer in Feldkamp brannten zwei Wohnhäuser komplett ab. 1936 wurde die Feuerwehr Leverkusen in Feuerlöschpolizei Leverkusen umbenannt. Die Fahrzeuge wurden einheitlich grün umlackiert. In der Reichspogromnacht am 9. November 1938 wurde die Synagoge in Opladen niedergebrannt. Die Feuerwehr bekämpfte das Feuer nicht, sondern schützte ausschließlich die umliegenden Fachwerkhäuser vor einem Übergriff der Flammen. Nach Angaben eines Mitglieds der Feuerwehr wurde das Backsteingebäude der Synagoge von SA-Mitgliedern in Brand gesteckt. Die Feuerwehr durfte nicht ausrücken und musste untätig auf der Feuerwache verbleiben. Erst nachdem die Synagoge schon fast abgebrannt war, durften die Männer der Feuerwehr ausrücken, um angrenzende Häuser vor dem Angriff der Flammen zu schützen. Im Jahr 1939 übernahm der Sicherheitsdienst die Führung der Feuerwehr. Die Feuerwehr war nun Teil des Luftschutzes. Die meisten Mitglieder der Feuerwehr wurden zum Wehrdienst eingezogen. Im Zweiten Weltkrieg gab es mehrere Luftangriffe auf das Gebiet der heutigen Stadt Leverkusen. In der Nacht des 5. Juni 1940 wurden die ersten Bomben abgeworfen. Im Januar 1943 wurde Manfort Ziel der Bomber. Ziel war die Dynamitfabrik. Im August und November 1943, fielen auch im Gebiet der heutigen Stadt Leverkusen Bombenteppiche. Am 26. Oktober 1944 erfolgte der schwerste Bombenangriff. 1017 Sprengbomben und etwa 12.000 Brandbomben fielen auf das Stadtgebiet, 124 Menschen starben und es kam zu großen Zerstörungen. In den Jahren 1944 und 1945 wurde immer wieder das Reichsbahngelände in Opladen bombardiert.
In der Nachkriegszeit hat sich die Aufgabenstellung der Feuerwehr in Leverkusen erheblich gewandelt. Neben der Brandbekämpfung leistet sie technische Hilfe bei Unglücksfällen und Naturkatastrophen. Am 1. April 1955 wurde Leverkusen mit 77.000 Einwohnern kreisfreie Stadt und somit auch im Bereich der Feuerwehr unabhängig vom ehemaligen Rhein-Wupper-Kreis in Opladen.
Die Entwicklung der Feuerwehr ist eng verbunden mit der Geschichte der Stadt Leverkusen als Standort der chemischen Industrie und des Großkonzerns Bayer AG. Als Vorläufer der Berufsfeuerwehr wurden im Jahr 1965 zur Unterstützung der sechs Züge der Freiwilligen Feuerwehr, 22 hauptamtliche Mitarbeiter eingestellt. Im Jahr 1975 wuchs die Einwohnerzahl der Stadt Leverkusen durch weitere Eingemeindungen im Rahmen der kommunalen Neugliederung auf 170.000 Einwohner. Die Anzahl der Löschzüge der Freiwilligen Feuerwehr wuchs auf zehn an. Die ehemals selbständigen Feuerwehren Opladen mit den Löschzügen Opladen und Lützenkirchen sowie den hauptamtlichen Kräften an der Kanalstraße, die Freiwillige Feuerwehr Bergisch Neukirchen mit der Löschgruppe Pattscheid und die Löschgruppe Hitdorf der Freiwilligen Feuerwehr Monheim wurden in die Feuerwehr Leverkusen integriert. Die Zahl der hauptamtlichen Kräfte der Freiwilligen Feuerwehr stieg ebenfalls auf 114 Mitarbeiter.
Mit der offiziellen Gründung der Berufsfeuerwehr im Jahr 1976 wurde die Feuer- und Rettungswache der ehemaligen Kreisstadt Opladen zur Feuerwache Nord. Ab Juni 1972 wurde am Klinikum Leverkusen ein Rettungswagen mit Notarzt stationiert, ein sogenannter Notarztwagen. Dieses System wurde am 1. März 1988 wieder aufgegeben zugunsten eines zusätzlichen Fahrzeugs, einem sogenannten Notarztzubringer (NEF), siehe Rendezvous-System.
Mitte 2020 wurde die neue Hauptfeuerwache Süd als Hauptwache der Berufsfeuerwehr in Betrieb genommen.
Bei der Explosion im Chempark Leverkusen 2021 war die Großschadenslage einer der größten Einsätze der Feuerwehr Leverkusen.

## Berufsfeuerwehr

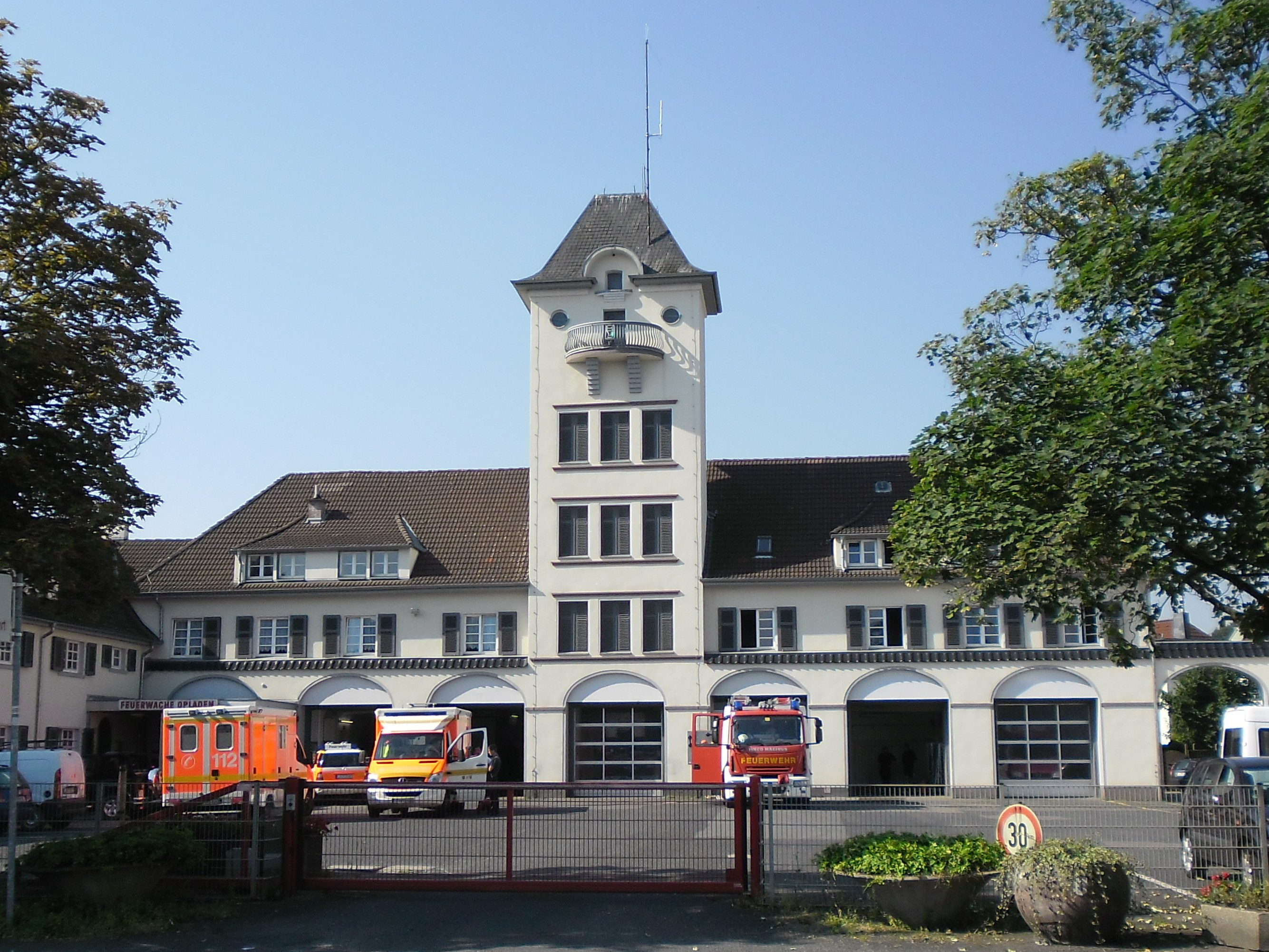
Wache Nord der Berufsfeuerwehr. Das Gebäude war Teil der Feuerwehrsiedlung Opladen und wurde zwischen 1920 und 1922 errichtet. Seit 1984 steht es unter Denkmalschutz.

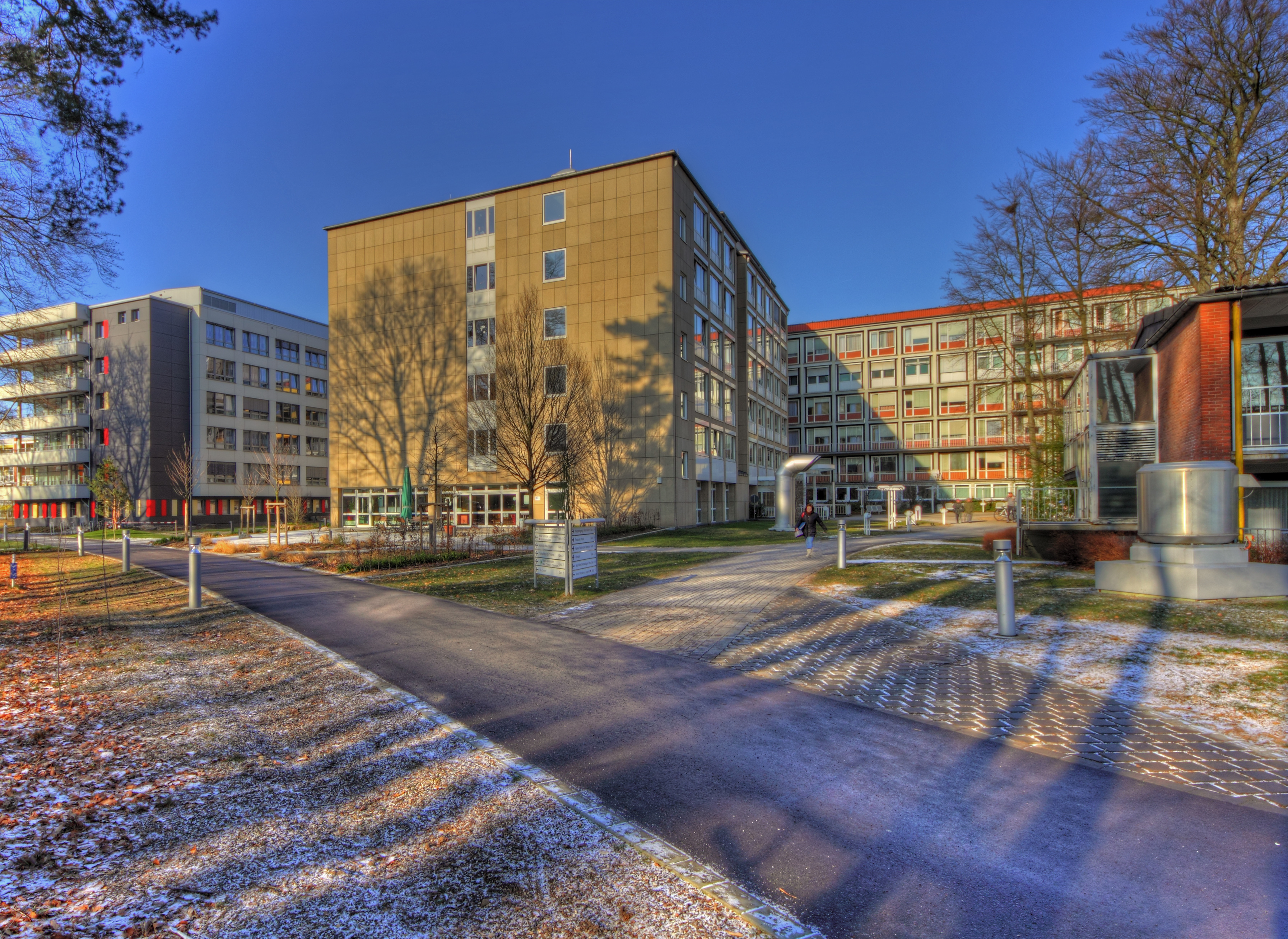
Am Klinikum Leverkusen ist ein Notarzteinsatzfahrzeug der Feuerwehr stationiert.

### Feuer- und Rettungswache 1
Die auch als „neue Wache“ bezeichnete Feuer- und Rettungswache Leverkusen Süd (Wache 1) auf der Edith-Weyde-Straße, wurde Ende 2019 fertiggestellt und am 24. Juni 2020 bezogen. Die Feuer- und Rettungswache verfügt insgesamt über ca. 60 Fahrzeugstellplätze, unter anderem für die Einsatzfahrzeuge, Sonderfahrzeuge, Abrollcontainer, Boote und diverse Anhänger. Das H-förmige Gebäude hat eine Bruttogeschossfläche von 15.216 m².
In ihrer Hauptfahrzeughalle sind 9 Stellplätze zur Straße vorhanden, die den ersten Abmarsch bilden. Die anderen Fahrzeuge sind auf weitere Hallen und Stellplätze verteilt. Ebenfalls in der Hauptfeuer- und Rettungswache 1 untergebracht ist der Rettungsdienst mit bis zu vier Rettungswagen sowie Reservefahrzeugen. In den Räumlichkeiten kommen zudem die Einsatzleitstelle, die Branddirektion, die Feuerwehrschule mit Brandübungshaus, sowie Lagerhallen und Werkstätten unter.

### Feuer- und Rettungswache 2
Die Feuer- und Rettungswache Nord beherbergt eine Gruppe der Berufsfeuerwehr Leverkusen mit Hilfeleistungslöschfahrzeug, Drehleiter, Einsatzleitwagen sowie zwei Rettungswagen, davon ist einer nur am Tag besetzt und einer 24 Stunden. Der Löschzug der Freiwilligen Feuerwehr Opladen mit einer Gruppe der Jugendfeuerwehr sowohl der Löschzug Gefährliche Stoffe und Güter der Freiwilligen Feuerwehr sind ebenfalls in der Feuerwache 2 untergebracht.

### Rettungswache 3
Ebenfalls im Organisationsbereich der Feuerwehr ist das Notarzteinsatzfahrzeug (NEF 3), welches am Klinikum Leverkusen stationiert ist. Betreut von einem Notfallsanitäter der Berufsfeuerwehr und einem Notarzt, ist die Wache 24 Stunden einsatzbereit.

### Rettungswache 4
Die Rettungswache 4 befindet sich am St. Remigius Krankenhaus in Opladen. Dort ist das Notarzteinsatzfahrzeug (NEF 4) stationiert. Auch hier ist die Wache mit einem Notfallsanitäter der Berufsfeuerwehr und einem Notarzt besetzt.

### Leitstelle
Die Berufsfeuerwehr betreibt die Integrierte Leitstelle Leverkusen und fragt die Notrufnummer 112 und die Krankentransportnummer 19222 für das Stadtgebiet ab. Auch dient die Leitstelle als Redundanzleitstelle für den Landkreis Mettmann. Pro Jahr werden zirka 25.000 Einsätze des Rettungsdienstes und des Krankentransportes und 2.000 Einsätze der Feuerwehr koordiniert. Die Leitstelle verfügt dafür über 5 Abfrage- und Koordinierungsarbeitsplätze. Die Leitstelle befindet sich auf der Hauptfeuer- und Rettungswache in Leverkusen-Wiesdorf. Jede der drei Wachabteilungen der Wache verfügt über 11 ausgebildete Disponenten für die Betreuung der Leitstelle. Dabei kommen nur Mitarbeiter zum Einsatz, welche neben der feuerwehrtechnischen Ausbildung über eine abgeschlossene Notfallsanitäterausbildung verfügen. Des Weiteren verfügt die Leitstelle über einen Einsatzleitwagen. In diesem Fahrzeug befinden sich zwei weitere Arbeitsplätze, welche identisch wie die 5 Arbeitsplätze der Leitstelle ausgerüstet sind. Bei größeren Ereignissen fährt der Einsatzleitwagen (ELW 2) zur Schadensstelle und koordiniert vor Ort die Maßnahmen. Per Internet, Festnetztelefon und Satellit kann auf alle Funktionen der stationären Leitstelle vom Fahrzeug aus zugegriffen werden. Die Leitstelle ist rund um die Uhr mit einem Lagedienstführer, 3 Disponenten und einem Fahrer des ELW 2 besetzt.

## Freiwillige Feuerwehr
Neben der Berufsfeuerwehr verteilen sich 9 Einheiten der Freiwillige Feuerwehr über das Stadtgebiet. Die Freiwilligen Feuerwehren verfügen über 350 aktive Mitglieder. Dazu kommen 148 Mitglieder der Jugendfeuerwehren und 140 Mitglieder der Ehrenabteilung. 20 Mitglieder der Freiwilligen Feuerwehren besetzen zusammen mit Mitarbeitern der Berufsfeuerwehr den sogenannten Löschzug GSG. Dabei handelt es sich um einen Löschzug mit speziellen Fahrzeugen, Arbeitsgeräten und Schutzkleidung für den Einsatz bei Chemieunfällen.
Ein weiterer Teil der Freiwilligen Feuerwehr Leverkusen ist der Feuerwehr Musikzug, welcher bereits im Jahr 1912 gegründet wurde.

### Löschzüge der Freiwilligen Feuerwehr + Standorte
| Löschzug                      | Standort                                    | Kürzel | Bemerkung                                                        |
| ----------------------------- | ------------------------------------------- | ------ | ---------------------------------------------------------------- |
| Wiesdorf                      | Edith-Weyde-Str. 12, 51373 Leverkusen       | LZ 11  | befindet sich mit im Gebäude der Hauptfeuer- und Rettungswache 1 |
| Bürrig – Manfort – Küppersteg | Im Steinfeld 43, 51371 Leverkusen           | LZ 13  |                                                                  |
| Schlebusch                    | Opladener Str. 2, 51375 Leverkusen          | LZ 14  |                                                                  |
| Steinbüchel                   | Am Steinberg 21, 51377 Leverkusen           | LZ 15  | am selben Standort wie die Rettungswache 8                       |
| Rheindorf                     | Auf der Grieße 5, 51371 Leverkusen          | LZ 16  |                                                                  |
| Bergisch Neukirchen           | Atzlenbacher Str. 8, 51381 Leverkusen       | LZ 17  |                                                                  |
| Hitdorf                       | Hitdorfer Str. 111, 51371 Leverkusen        | LZ 18  |                                                                  |
| Opladen                       | Kanalstr. 45, 51379 Leverkusen              | LZ 21  | mit im Gebäude der Feuer- und Rettungswache 2                    |
| Lützenkirchen                 | Lützenkirchener Str. 316A, 51381 Leverkusen | LZ 22  |                                                                  |

## Werkfeuerwehr Chempark

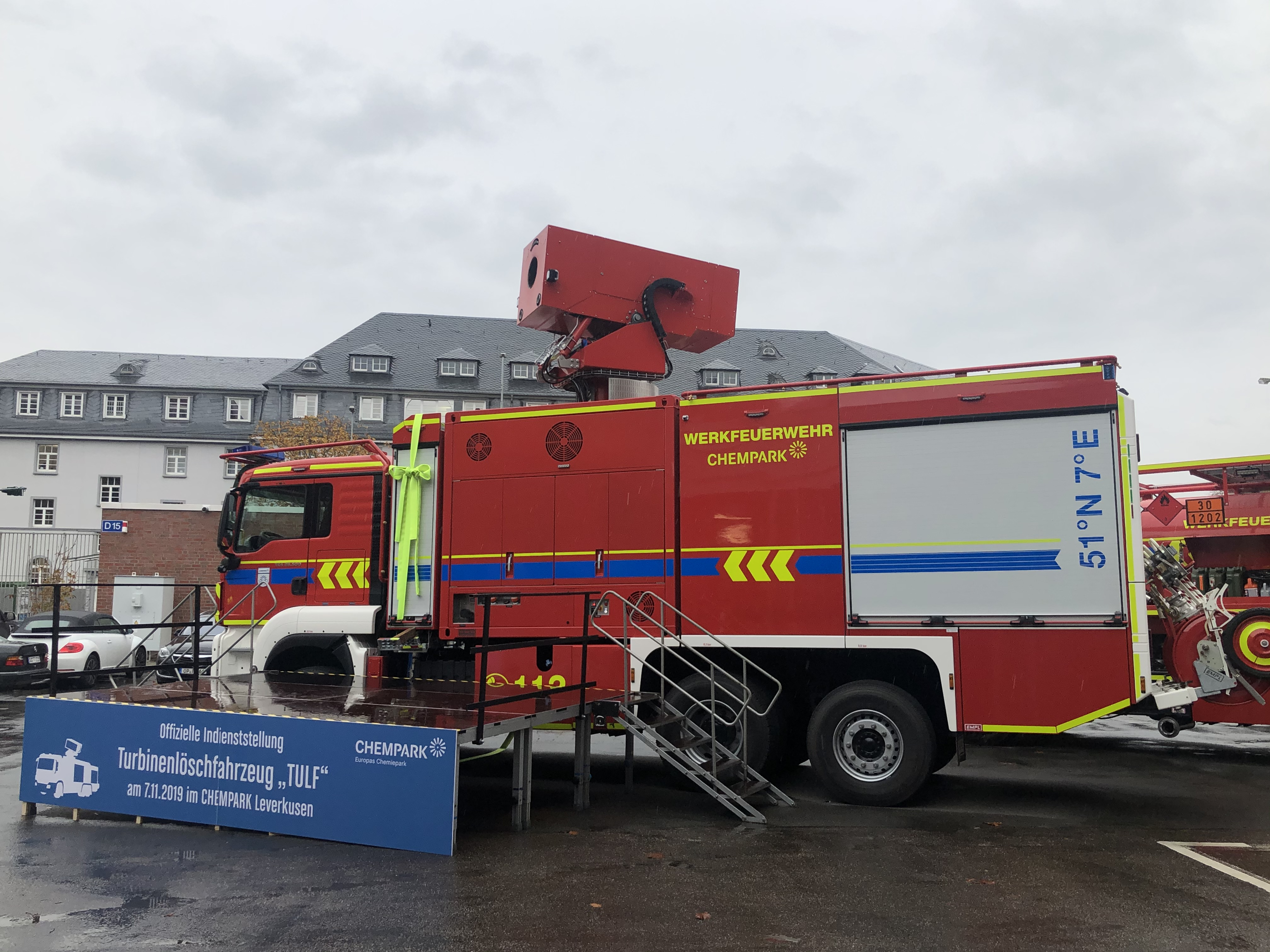
Turbinenlöschfahrzeug (TULF) des Chempark Leverkusen

Die Currenta betreibt im Chempark Leverkusen eine Werkfeuerwehr mit hauptamtlichen Kräften und einer Bereitschaftsstärke von 21 Personen.
Insgesamt sind bei der Werkfeuerwehr Currenta in Leverkusen 110 Mitarbeiter im 24h-Dienstbetrieb aktiv.